# Scolopsis monogramma
Scolopsis monogramma är en fiskart som först beskrevs av Cuvier, 1830.  Scolopsis monogramma ingår i släktet Scolopsis och familjen Nemipteridae. Inga underarter finns listade i Catalogue of Life.